# Ocnerioxa woodi
Ocnerioxa woodi är en tvåvingeart som beskrevs av Mario Bezzi 1918. Ocnerioxa woodi ingår i släktet Ocnerioxa och familjen borrflugor. Inga underarter finns listade i Catalogue of Life.